# Katolsk-apostoliska kyrkan
Katolsk-apostoliska kyrkan eller Irvingianerna är en kyrklig rörelse som uppstod i mitten av 1800-talet. Ordet "katolsk" syftar här på ordets ursprungliga betydelse, allmännelig, inte på katolska kyrkan. Kyrkan uppstod ur dels de kristna konferenser som Henry Drummond höll på sitt gods Albury Park i det engelska grevskapet Surrey 1826,  och dels ur en väckelserörelse som hade den skotske prästen Edward Irving som knutpunkt. I bägge fallen fanns en längtan tillbaka till den tidiga kristenheten, med under och tungomålstalande, och missnöje med gudstjänstordningen som man uppfattade som stel. Irvingianerna uppfattade sig inte som en ny kyrka, utan som en sista väckelse som skulle återskapa den ursprungliga kristna kyrkan inför Kristi återkomst vilket förväntades ske mycket snart.

## Uppgång
Irving som var präst i Skotska kyrkan vann stor publik i sin kyrka i London med sina predikningar om att Kristus snart skulle komma tillbaka. Anhängarna återfanns även i samhällets översta skikt. Hans sommarturnéer i Skottland 1827 och 1828 attraherade tiotusentals åhörare. På flera håll fick människor som ägnade sig åt extatiskt beteende och tungotal problem i sina församlingar, och de sökte sig nya tillflykter i församlingar som Irvings.
1832 utnämndes sex apostlar, som ansågs sända av Kristus för att förbereda hans återkomst,  och detta apostlakollegium ledde kyrkan. 1835 utsågs sex apostlar till, så det totala antalet blev tolv. Drummond fanns bland apostlarna men inte Irving, som avled 1834. Han var aldrig ledare för samfundet som sådant, och församlingens medlemmar avvisade namnet "irvingianer". I efterhand betraktade kyrkans medlemmar honom ungefär som en Johannes Döparen - en som förebådade det som skulle komma, men inte själv hade någon stor aktiv del i skeendena.
De tolv apostlarna kom huvudsakligen från den engelska anglikanska kyrkan och den skotska kyrkan. Det var en grupp människor med hög social status;bland dem fanns flera präster, advokater, adelsmän och parlamentsledamöter. Apostlarnas kollegium slog sig ner i samhället Albury nära Guildford i grevskapet Surrey, och tog fram ett dokument som var tänkt att guida kristenheten under den yttersta tiden. Man önskade inte bilda en egen sekt, utan menade att Kyrkan bestod av alla som blivit döpta i Faderns, Sonens och den Helige andes namn - gränserna mellan samfunden var oviktig. Apostlarnas uppgift var att förbereda hela kristenheten för Kristi återkomst, och deras dokument skickades ut till överhuvudena för en lång rad kyrkor inklusive anglikanska kyrkan, den katolske påven samt de regerande kungarna i en rad länder.
Kyrkans biskopar verkade till skillnad från apostlarna i en egen församling, och de benämndes ofta "änglar" syftande på en passage i Uppenbarelseboken. Därutöver fanns två olika prästgrader. Många av prästerna hade tidigare varit präster i andra samfund, både katolska, anglikanska, ortodoxa och lutherska. Församlingen gav tionde för att bekosta kyrkans verksamhet.
Apostlarna tog fram en omfattande bok med liturgi, vars första version gavs ut 1842. Den innehåller till en tredjedel element från anglikanska, katolska och grekisk-ortodoxa gudstjänster, och två tredjedelar nyskapat. Från protestantisk synvinkel föreföll ritualerna som liknande katolska kyrkan och/eller den anglikanska. Man använde både ljus, rökelse, liturgiska kläder, vigvatten och helig olja. Nattvarden var den viktigaste delen av gudstjänsten. En egenhet i liturgin var beseglingen, en handpåläggning utförd av en av kyrkans apostlar. .

De tolv apostlarna fick ansvar för var sitt geografiska område, uppkallat efter Israels tolv stammar:
- Aser – Frankrike och de romersk-katolska delarna av Schweiz (Apostel Henry Dalton)
- Benjamin – Skottland och de protestantiska delarna av Schweiz (Apostel Henry Drummond)
- Dan – Ryssland, Finland och Baltikum (Apostel William Dow)
- Efraim – Polen, Indien och Australien (Apostel John Owen Tudor)
- Gad – Sverige och Norge (Apostel Duncan MacKenzie)
- Isaskar – Danmark, Nederländerna och Belgien (Apostel John Henry King-Church)
- Juda – England och Nordamerika (Apostel John Bate Cardale)
- Manasse – Italien (Apostel Spencer Perceval)
- Naftali – Spanien och Portugal (Apostel Francis Sitwell)
- Ruben – Sydtyskland och Österrike (Apostel Francis Valentine Woodhouse)
- Sebulon – Irland, Grekland och Orienten (Apostel Nicholas Armstrong)
- Simeon – Nordtyskland (Apostel Thomas Carlyle)

## Splittring och nedgång

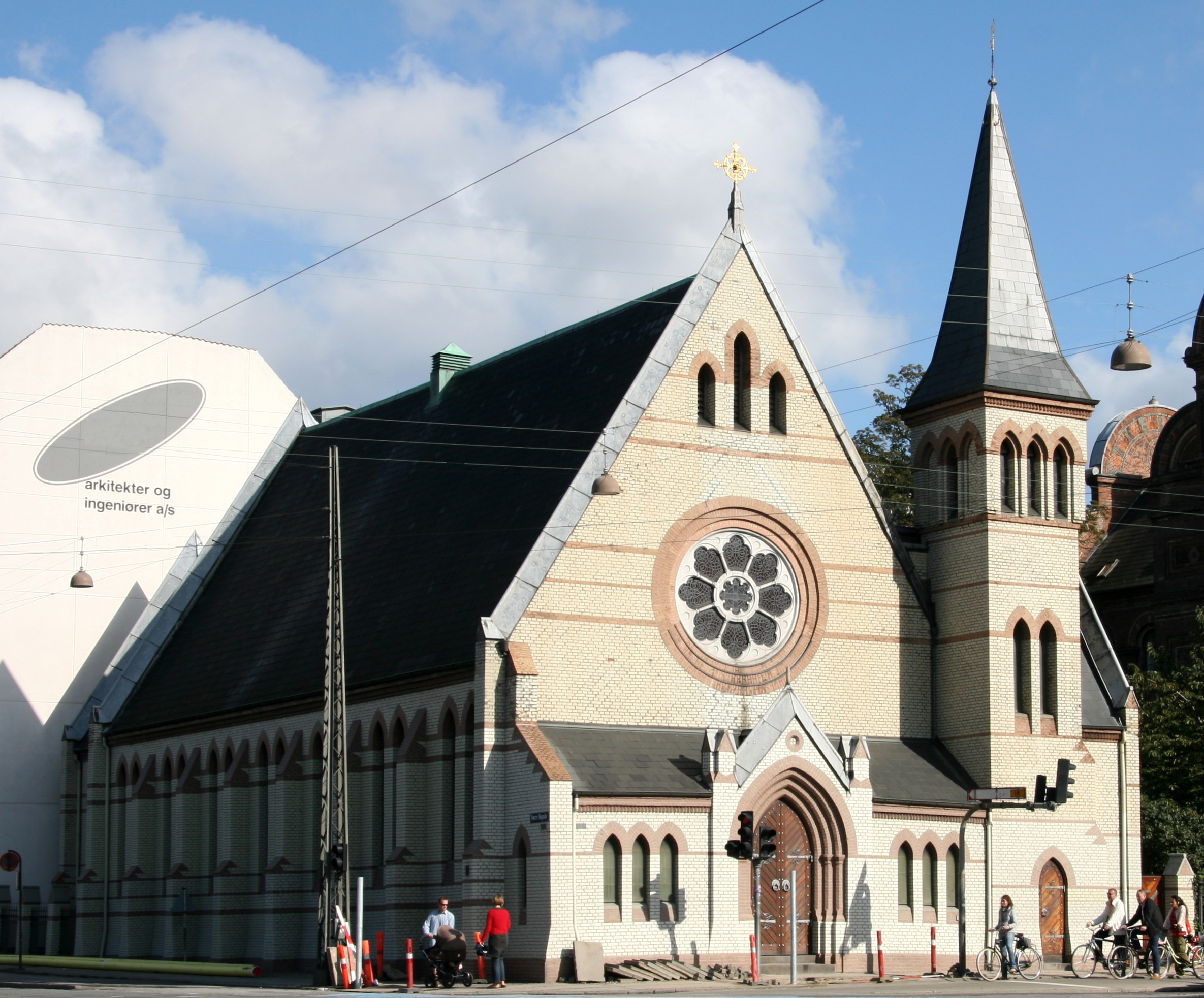
Katolsk Apostolisk Kirke i Köpenhamn.

Under rörelsens första tid ombads de troende att stanna kvar i sina ursprungliga församlingar, och förklara sin tro för sina präster. Syftet var aldrig att skapa en egen, ny sekt. Antalet kristna som accepterade apostlarna växte snabbt, med hjälp av helande och religiös extas som sågs som manifestation av helig ande. Småningom kom de att vistas mestadels i sina egna församlingar, med av apostlarna godkända präster. Vid början av 1900-talet beräknades rörelsen ha 200 000 medlemmar, fördelade på nästan 1000 församlingar över hela världen främst i Storbritannien samt i Tyskland.
När tre av apostlarna avled 1855 beslöt apostelkollegiet att det inte fanns några skäl att utse nya. Man utsåg medhjälpare, men inga apostlar. 1862 profeterade Heinrich Geyer i Tyskland att en person var en ny apostel, men apostelkollegiet höll inte med. En stor del av församlingen i Hamburg uteslöts därför tillsammans med sin biskop F.W. Schwartz. Därifrån bildades 1863 Nyapostoliska kyrkan. Den av profeten Geyer utsedde aposteln gjorde senare avbön, och fick tillbaka sin ursprungliga titel inom Katolsk-apostoliska kyrkan.
När den siste aposteln dog 1901 utan att man kunde se något tecken på att Jesus återkommit krympte kyrkan. Enbart apostlarna kunde utse präster, så en del församlingar fick brist på präster. Alla gudstjänster kortades ner, även i församlingar som fortfarande hade tillräckligt många präster, och man slutade med aktiv evangelisation. Den siste biskopen dog 1960 i Tyskland, den siste prästen av högre grad (priest) 1971 i England och den siste av lägre grad (deacon) 1972 i Australien.
Idag får samfundet ses som utslocknat, även om enstaka församlingar finns på olika håll i världen som menar sig verka i Katolsk-apostoliska kyrkans direkta efterföljd. Kyrkor som bildats ur den Katolsk-apostoliska, såsom Nyapostoliska kyrkan, lever däremot vidare. I Danmark finns ännu ett par kyrkobyggnader som underhålls av ättlingar till de ursprungliga medlemmarna. Nyrekryteringen har i princip upphört och gustjänsterna hålls i avskildhet.

## Irvingianerna i Sverige

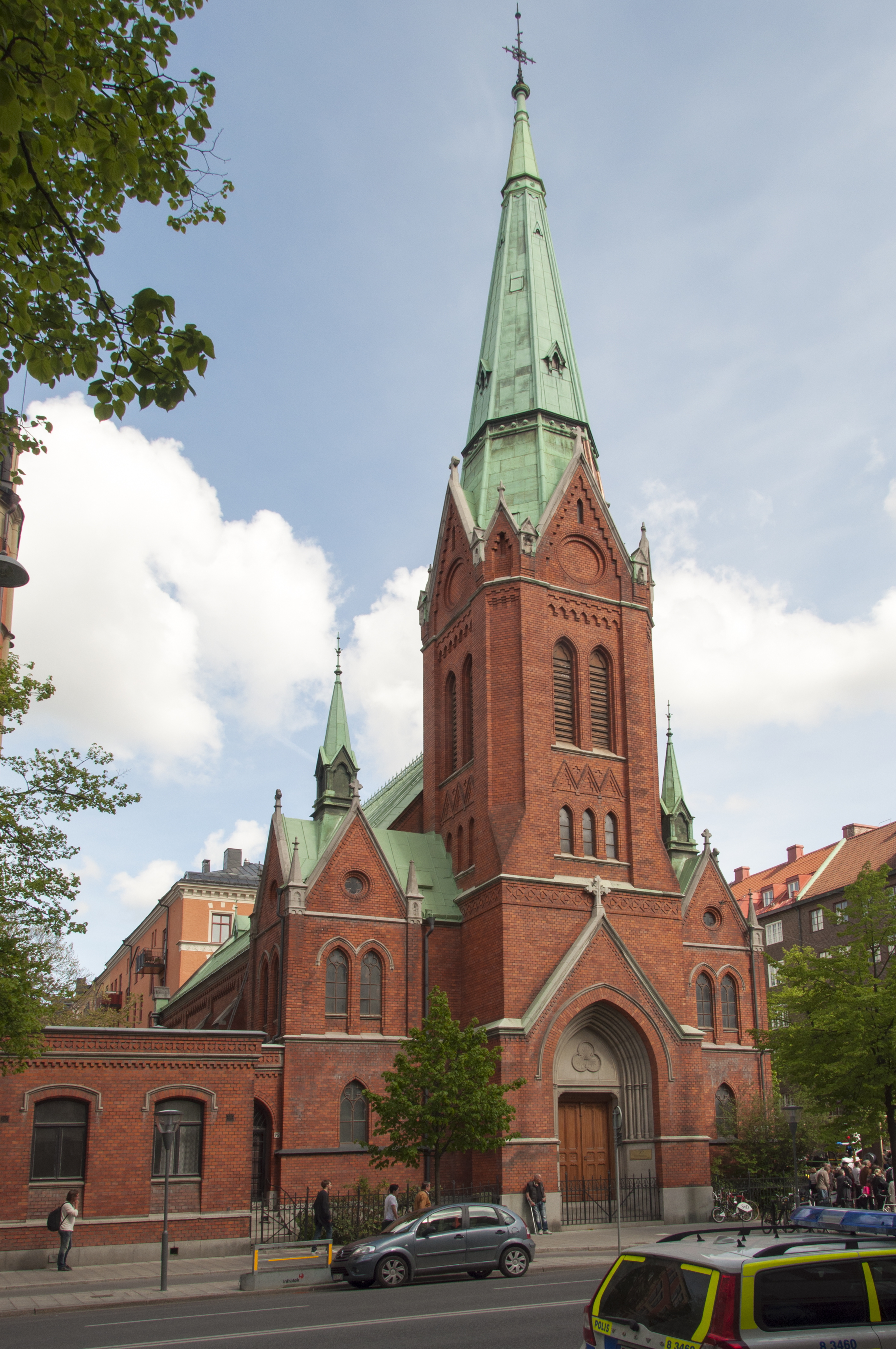
Sankt Georgios kyrka, den före detta irvingianska kyrkan i Stockholm.

Katolsk-apostoliska kyrkan kom till Sverige 1875 med den dansken H P Jensen  (Hans Peder Jensen, född 1844) som var biskop i kyrkan. Två år senare gav Kungl Maj:t (Sveriges regering) sitt tillstånd att officiellt bilda församling, .
1890 hade kyrkan 313 medlemmar i landet , och kyrkan växte snabbt. 1908 hade kyrkan 900 medlemmar i Sverige, främst samlade i församlingarna i Norrköping och Stockholm. Församlingen i Stockholm hade en egen kyrka i korsningen Odengatan/Birger Jarlsgatan, som togs i bruk 1890. På 1970-talet övergick kyrkan till att användas av Ortodoxa metropolitdömet Sverige och Skandinavien och kallas nu Sankt Georgios kyrka. 
Församlingar har också funnits i Angarn (Församlingen i Roslagen), Uppsala, Härnösand, Sundsvall, Kärrgruvan, Jönköping, Göteborg och Malmö.